# Río Ardila
El río Ardila es un río del suroeste de la península ibérica perteneciente a la cuenca hidrográfica del Guadiana, que en un corto tramo de su curso final forma la frontera natural entre España y Portugal.

## Curso
La fuente del Ardila fuente se localiza a 1100 m de altitud cerca del Monasterio de Tentudía, a pocos kilómetros de Calera de León. Cruza transversalmente la provincia de Badajoz, en dirección E-O, con leve inclinación hacia el suroeste. Atraviesa la parte meridional de los términos municipales de Jerez de los Caballeros y Oliva de la Frontera, pertenecientes a la citada provincia. 
Forma frontera entre España y Portugal y se adentra definitivamente en este último país, a través del distrito de Beja. En tierras portuguesas, endereza su rumbo hacia el oeste. 
Después de haber descendido prácticamente 1000 m, llega al Guadiana, al que tributa a una cota de 95 m. Su desembocadura se localiza en las proximidades de la localidad de Moura (Beja), aguas abajo del embalse de Alqueva, formado por el Guadiana y considerado el más grande de Portugal.
Entre sus afluentes más relevantes figuran el río Múrtigas y el arroyo Benferre, que discurre por suelo español. Su cuenca ocupa una superficie total de 1821,61 km² (en España, 1043 km²).

## Valor histórico
En la cuenca del río, entre las localidades de Valencia del Ventoso y Fregenal de la Sierra se encuentran los menhires de la cuenca del Ardila, declarados Bien de Interés Cultural con la categoría de zona arqueológica.

## Flora y fauna
Todo el tramo alto del Ardila, desde su nacimiento hasta la cola del embalse de Valuengo, ha sido declarado Zona Especial de Conservación  (ZEC) por sus hábitats de galerías y matorrales ribereños termomediterráneos. Además, este tramo del Ardila tiene poblaciones de jarabugo, aunque se desconoce la evolución de su estado de conservación, y acoge a una población reproductora de cigüeña negra.